# 昂庫娜·庫柳魯
昂庫娜·库柳鲁（英語：Angkuna Kulyuru，1943年—）是一名澳大利亚原住民艺术家。她在蜡染和版画上最为著名，并也发表过梭织、篮子和雕刻木雕（puṉu）的作品。她的蜡染设计展现出流畅感和独特的埃纳贝拉抽象艺术风格，灵感则来自自然环境，并无特定含义。
库柳鲁于1943年出生在南澳大利亚州最北部的云雅琳尼，靠近北领地的边界。她的一家都是皮詹賈賈拉人。他们在灌木丛中过着传统的生活。但在库柳鲁出生后不久就移居到埃纳贝拉。长大后，库柳鲁最初在学校工作，后来工作于社区的手工艺品中心。她从1970年代开始学习蜡染，随后成为埃纳贝拉最多产和最著名的蜡染艺术家之一。库柳鲁有9个孩子，五个女儿后来也成为艺术家，分别是：Unurupa（1962年），Amanda（1964年），Karen（1969年），Daisybell（1972年）和Tjulyata（1978年）。
自1980年代以来，库柳鲁的作品曾在许多艺术展览中展出。她的早期蜡染作品曾于1987年被选为原住民和托雷斯海峡岛民艺术奖的入围作品。被北领地博物馆和美术馆收藏。其他的被诸如维多利亚国家美术馆、 澳大利亚国家美术馆和澳大利亚国家博物馆收藏。她的一个编织工艺品是用棕榈树制成的水罐，后来被收藏于大英博物馆。

## 延伸阅读
- Angkuna Kulyuru at Prints and Printmaking